# برانديس (اسم)
برانديس هو اسم عائلة ألماني. ومن الأشخاص البارزون الذين يحملون اللقب:
- كريستيان أوغوست برانديس - عالم في اللغة الألماني ومؤرخ الفلسفة.
- ديتريش براندس - عالم متخصص في الغابات، ويعتبر والد علم الغابات الاستوائية.
- جورج برانديس - سياسي أسترالي.
- جوك برانديس - مؤلف كندي وفني سينمائي ومخترع.
- مارك برانديس - كاتب خيال علمي وصحفي ألماني
- جوناثان برانديس - ممثل ومخرج وكاتب سيناريو أمريكي.
- توماس برانديس - عازف كمان ألماني، وعازف كمان أول في أوركسترا برلين الموسيقية.
- لاتا برانديسوفا - فارسة تشيكية.